# Heldrungen
Heldrungen est une ancienne commune de Thuringe en Allemagne, dans l'arrondissement de Kyffhäuser.